# Майоркська діоцезія
Майо́ркська діоце́зія (лат. Dioecesis Maioricensis; ісп. Diócesis de Mallorca) — діоцезія римського обряду Католицької церкви в Іспанії, з центром у місті Пальма. Охоплює терени острова Майорка. Входить до складу Валенсійської церковної провінції. Суфраганна діоцезія Валенсійської архідіоцезії. Заснована 1927 року. Голова —. Центральний храм — Пальмський собор.  Площа — 3,604 км². Населення — 753,584 ос.; з них католики — 594,860 ос. (78.9%). Чинний голова — Себастьян Тальтавул Англада.

## Єпископи
- Себастьян Тальтавул Англада

## Статистика
Згідно з «Annuario Pontificio» і Catholic-Hierarchy.org:
| Рік  | Населення | Населення | Населення | Священики | Священики | Священики | Священики           | Диякони | Ченці    | Ченці | Парафії |
| Рік  | католики  | загалом   | %         | загалом   | секулярні | ченці     | вірних на священика | Диякони | чоловіки | жінки | Парафії |
| ---- | --------- | --------- | --------- | --------- | --------- | --------- | ------------------- | ------- | -------- | ----- | ------- |
| 1950 | 327.119   | 327.119   | 100,0     | 544       | 386       | 158       | 601                 |         | 260      | 1.992 | 123     |
| 1969 | 420.997   | 422.250   | 99,7      | 641       | 463       | 178       | 656                 |         | 453      | 2.025 | 141     |
| 1980 | 495.000   | 527.000   | 93,9      | 513       | 366       | 147       | 964                 |         | 289      | 1.964 | 160     |
| 1990 | 495.000   | 551.000   | 89,8      | 439       | 310       | 129       | 1.127               | 1       | 226      | 1.410 | 164     |
| 1999 | 540.000   | 618.457   | 87,3      | 414       | 291       | 123       | 1.304               | 6       | 184      | 988   | 154     |
| 2000 | 572.294   | 637.510   | 89,8      | 411       | 294       | 117       | 1.392               | 6       | 188      | 1.049 | 156     |
| 2001 | 588.543   | 658.043   | 89,4      | 398       | 285       | 113       | 1.478               | 7       | 181      | 1.022 | 156     |
| 2002 | 557.122   | 702.122   | 79,3      | 403       | 272       | 131       | 1.382               | 7       | 229      | 1.047 | 156     |
| 2003 | 569.526   | 730.778   | 77,9      | 396       | 273       | 123       | 1.438               | 7       | 207      | 980   | 156     |
| 2004 | 594.860   | 753.584   | 78,9      | 389       | 271       | 118       | 1.529               | 7       | 215      | 952   | 156     |
| 2013 | 673.000   | 876.147   | 76,8      | 310       | 212       | 98        | 2.170               | 11      | 175      | 675   | 154     |